# Тед-Ян Блумен
Тед-Ян Блумен (на английски: Ted-Jan Bloemen, МФА: [ˈtɛˈcɑn ˈblumə(n)], р. 16 август 1986, Нидерландия) е нидерландски и канадски състезател по бързо пързаляне с кънки.
Олимпийски шампион и сребърен медалист от зимните олимпийски игри в Пьонгчанг – 2018 г., трикратен медалист от световните първенства, световен шампион за юноши.

## Биография
През 2006 година става световен шампион за юноши в отборното преследване.
През 2008 е носител на Световната купа в отборното преследване.
През 2010 е вицешампион на Нидерландия в класическия многобой.
През 2012 става шампион на Нидерландия в класическия многобой.
През 2014 г. Тед-Ян Блумен преминава в Канаду и получава там гражданство, а на 3 юни 2014 обявява решението си да се състезава за националния отбор на Канада.
НА 21 ноември 2015 година във втория етап за Световната купа в Солт Лейк Сити прави световен рекорд на дистанция 10 километра, ато подобрява времето на съотечественеика си Свен Крамер почти с 5 секунди.
През декември 2017 година побеждава на 5000 метра в кръг от Световната купа отново в Солт Лейк Сити, установява нов световен рекорд – 6 минути 1,86 секунди.
На зимните олимпийски игри в Южна Корея Тед-Ян печели серебърен медал на 5000 метра, отстъпвайки на победителя Свен Крамер за по-малко от две секунди.
В Пьонгчанг става Олимпийски шампион на 10 000 метра, с нов олимпийски рекорд Архив на оригинала от 2018-03-28 в Wayback Machine..

## Лични рекорди
- 500 м 36.87 (9.03.2010,  Хееренвеен)
- 1000 м 1:10.87 (21.3.2017,  Калгари) (национален рекорд)
- 1500 м 1:46.36 (23.10.2014,  Калгари)
- 3000 м 3:44.14 (17.12.2011,  Хееренвеен)
- 5000 м 6:01.86 (10.12.2017,  Солт Лейк Сити) (действащ световен рекорд)
- 10 000 м 12:36.30 (21.11.2015,  Солт Лейк Сити) (действащ световен рекорд)

## Успехи
Бързо пързаляне с кънки:
Олимпийски игри
- Шампион (1): 2018
- Сребърен медал (1): 2018

Световно първенство
- Сребърен медал (1): 2015, 2016
- Бронзов медал (1): 2016

Световно първенство за юноши:
- Шампион (1): 2006